# Tlapanalá
Tlapanalá är en kommun i Mexiko.   Den ligger i delstaten Puebla, i den sydöstra delen av landet, 100 km sydost om huvudstaden Mexico City.
Följande samhällen finns i Tlapanalá:
- Santo Domingo Ayotlicha
- Colonia las Palmas
- Rancho de Tepetzingo
- San Luis Chalma
- Rancho de Aztla
- Los Tepetates